# Ankleidegebet

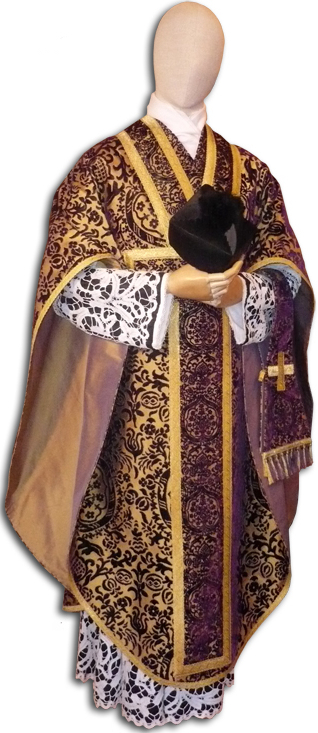
Liturgisches Gewand des Priesters in der außerordentlichen Form des römischen Ritus

Ankleidegebete sind die Gebete, die Kleriker der katholischen Kirche jeweils beim Anlegen eines liturgischen Gewandes sprechen.

## Symbolik
Die Ankleidegebete gehören zu den Privatgebeten der Liturgie und sollen das Anlegen der liturgischen Gewänder von einem profanen zu einem sakralen Akt erheben. Begonnen beim einfachen Kollar existieren Ankleidegebete (lat. orationes ad vestimenta induenda) für jedes weitere liturgische Gewand. Abgedruckt findet man sie etwa im Missale Romanum oder für den Bischof im Pontifikale. Ihre Geschichte reicht wohl bis in das spätantike Rom zurück.

## Ankleidegebete des Priesters
Vor einer Messe in der außerordentlichen Form des römischen Ritus spricht der Priester folgende Ankleidegebete. Auch in der ordentlichen Form können diese gesprochen werden, sind aber nicht mehr vorgeschrieben.
| lateinisch | deutsch |
| --- | --- |
| Cum lavat manus, dicat: Da, Dómine, virtútem mánibus meis ad abstergéndam omnem máculam: ut sine pollutióne mentis et córporis váleam tibi servire.                                                               | Beim Waschen der Hände: Gib Tugend, o Herr, meinen Händen, dass jeder Makel abgewaschen werde, damit ich Dir ohne Befleckung des Leibes und der Seele zu dienen vermag.                                                                 |
| Ad amictum, dum ponitur super caput, dicat: Impóne, Dómine, cápiti meo gáleam salútis, ad expugnándos diabólicos incúrsus.                                                                                        | Während er das Schultertuch über sein Haupt legt: Setze, o Herr, auf mein Haupt den Helm des Heiles, um alle teuflischen Anfechtungen zu bezwingen.                                                                                     |
| Ad albam, cum ea induitur: Deálba me, Dómine, et munda cor meum; ut, in sánguine Agni dealbátus, gáudiis pérfruar sempitérnis.                                                                                    | Während er die Albe anlegt: Läutere mich, o Herr, und reinige mein Herz, damit ich, im Blut des Lammes weiß gewaschen, die ewigen Freuden genieße.                                                                                      |
| Ad cingulum, dum se cingit: Præcínge me, Dómine, cíngulo puritátis, et exstíngue in lumbis meis humórem libídinis; ut máneat in me virtus continéntiæ et castitátis.                                              | Während er das Zingulum anlegt: Umgürte mich, o Herr, mit dem Gürtel der Reinheit und lösche aus meinen Lenden den Trieb der Begierlichkeit, damit in mir bleibe die Tugend der Enthaltsamkeit und Keuschheit.\|                        |
| Ad manipulum, dum imponitur bracchio sinistro: Mérear, Dómine, portáre manípulum fletus et dolóris; ut cum exsultatióne recípiam mercédem labóris.                                                                | Während er den Manipel an den linken Arm legt: Möge ich würdig sein, o Herr, den Manipel des Weinens und Schmerzes zu tragen, damit ich mit Jubel den Lohn der Arbeit empfange.                                                         |
| Ad stolam, dum imponitur collo: Redde mihi, Dómine, stolam immortalitátis, quam pérdidi in prævaricatióne primi paréntis: et, quamvis indignus accédo ad tuum sacrum mystérium, mérear tamen gáudium sempitérnum. | Während er die Stola anlegt: Gib mir, o Herr, das Kleid der Unsterblichkeit zurück, das ich durch den Fall des Stammvaters verloren habe, und obwohl ich unwürdig Deinem Geheimnis mich nahe, möge ich doch die ewige Freude verdienen. |
| Ad casulam, cum assumitur: Dómine, qui dixisti: Iugum meum suáve est et onus meum leve: fac, ut istud portare sic váleam, quod cónsequar tuam grátiam. Amen.                                                      | Während er das Messgewand anlegt: O Herr, der Du gesagt hast: ‚Mein Joch ist süß und meine Bürde leicht‘, gewähre mir, dass ich es so zu tragen vermag, dass ich Deine Gnade erlange. Amen.                                             |

## Ankleidegebete des Bischofs

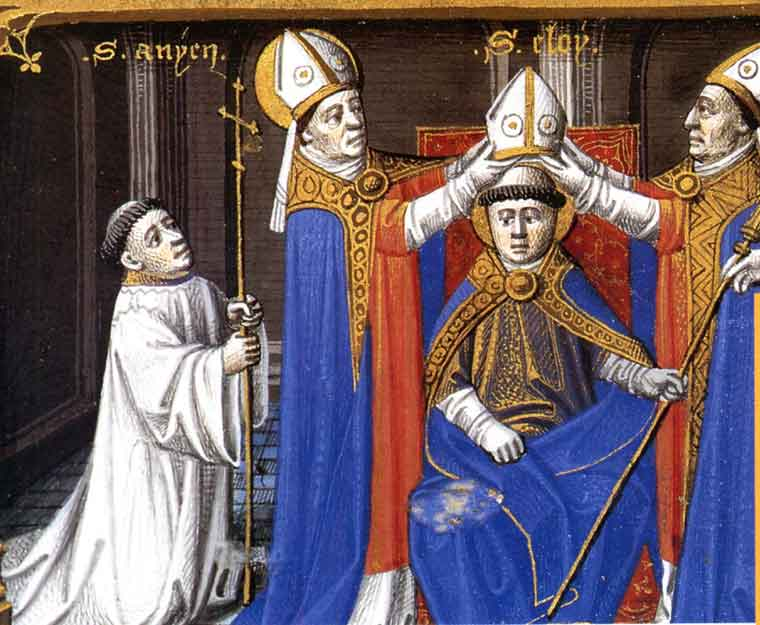
Das Aufsetzen der Mitra bei der Bischofsweihe

Vor einem Pontifikalamt in der außerordentlichen Form des römischen Ritus spricht der Bischof folgende Ankleidegebete:
Zu den Pontifikalschuhen:
- Calcea, Domine, pedes meos in praeparationem evangelii pacis, et protege me in velamento alarum tuarum.
Beschuhe, o Herr, meine Füße zur Verkündigung des Evangeliums des Friedens und beschütze mich mit dem Schirm deiner Fittiche.

Wenn er den Chormantel ablegt:
- Exue me, Domine, veterem hominem cum moribus et actibus suis: et indue me novum hominem, qui secundum Deum creatus est in justitia, et sanctitate veritatis.

Beim Waschen der Hände:
- Da, Domine, virtutem manibus meis ad abstergendam omnem maculam immundam; ut sine pollutione mentis et corporis valeam tibi servire.

Während er das Schultertuch anlegt:
- Impone, Domine, galeam salutis in capite meo, ad expugnandas omnes diabolicas fraudes, inimicorum omnium versutias superando.

Während er die Albe anlegt:
- Dealba me, Domine, et a delicto meo munda me; ut cum his, qui stolas suas dealbaverunt in sanguine Agni, gaudiis perfruar sempiternis.

Während er das Zingulum anlegt:
- Praecinge me, Domine, cingulo fidei et virtute castitatis lumbos meos, et extingue in eis humorem libidinis; ut jugiter maneat in me vigor totius castitatis.

Während er das Pektorale anlegt:
- Munire digneris me, Domine Jesu Christe, ab omnibus insidiis inimicorum omnium, signo sanctissimae crucis tuae: ac concedere digneris mihi indigno servo tuo, ut sicut hanc Crucem, Sanctorum tuorum reliquiis refertam, ante pectus meum teneo, sic semper mente retineam at memoriam passionis, et sanctorum victorias Martyrum.

Während er die Stola anlegt:
- Redde mihi, Domine, obsecro, stolam immortalitatis, quam perdidi in praevaricatione primi parentis; et, quamvis indignus accedere praesumo ad tuum sacrum mysterium cum hoc ornamento, praesta, ut in eodem in perpetuum merear laetari.

Während er die Tunicella anlegt:
- Tunica jucunditatis, et indumento laetitiae induat me Dominus.

Während er die Dalmatik anlegt:
- Indue me, Domine, indumento salutis et vestimento laetitiae; et dalmatica justitiae circumda me semper.

Während er die Pontifikalhandschuhe anlegt:
- Circumda, Domine, manus mea munditia novi hominis, qui de caelo descendit; ut, quemadmodum Jacob dilectus tuus pelliculis hoedorum opertis manibus, paternam benedictionem, oblato patri cibo potuque gratissimo, impetravit; sic et oblata per manus nostras salutaris hostia, gratiae tuae benedictionem mereatur. Per Dominum nostrum Jesum Christum Filium tuum, qui in similitudinem carnis peccati pro nobis obtulit semetipsum.

Während er das Messgewand anlegt:
- Domine, qui dixisti: Jugum meum suave est, et onus meum leve: fac, ut illud portare sic valeam, quod possim consequi tuam gratiam.

Während er die Mitra aufsetzt:
- Mitram, Domine, et salutis galeam impone capiti meo; ut contra antiqui hostis omniumque inimicorum meorum insidias inoffensus evadeam.

Während er den Bischofsring anlegt:
- Cordis et corporis mei, Domine, digitos virtute decora, et septiformis Spiritus sanctificatione circumda.

Während er den Manipel anlegt:
- Merear, precor, Domine, manipulum portare mente flebili; ut cum exsultatione portionem accipiam cum justis.